# Enrique Degenhart
Enrique Antonio Degenhart Asturias (Guatemala, 1968) es un político y empresario guatemalteco que se desempeñó como ministro de Gobernación de 2018 a 2020 durante el gobierno de Jimmy Morales.

## Biografía
Degenhart nació en Guatemala en 1968. Trabajó como funcionario público en la Dirección General de Migración, llegó a ser el director de dicha institución de 2010 a 2012. Fue asesor  migratorio en el Departamento de Seguridad Nacional de los Estados Unidos, en el Control de Aduanas en Texas de 2012 a 2015 y en el Control de Aduanas de Virginia de 2015 a 2018. Degenhart tuvo una larga amistad con el exalcalde de la Ciudad de Guatemala Álvaro Arzú, quien murió en 2018.

### Ministro de Gobernación
El presidente Jimmy Morales lo nombró ministro de Gobernación el 26 de enero de 2018, en sustitución de Francisco Rivas Lara.
Durante su mandato como ministro, fue el encargado de negociar y representar a Guatemala en la firma del polémico acuerdo migratorio «Tercer País Seguro» con Estados Unidos en la administración del presidente Donald Trump. Dicho acuerdo fue criticado por el Partido Demócrata de Estados Unidos, la oposición guatemalteca y los entonces candidatos presidenciales Alejandro Giammattei y Sandra Torres, quienes tacharon el acuerdo de «oscuro» y «falto de transparencia».

### Posterior al cargo
Tras su salida del cargo, comenzó a participar en actos políticos del Partido Unionista y fue nombrado secretario general adjunto de dicho partido en noviembre de 2021. Se mencionó a Degenhart como un posible candidato presidencial o vicepresidencial del Partido Unionista para las elecciones generales de 2023. En diciembre de 2022 se anunció que sería candidato a diputado por el Distrito Central por la coalición Valor–Unionista, se le asignó la segunda casilla de listado. No fue electo.

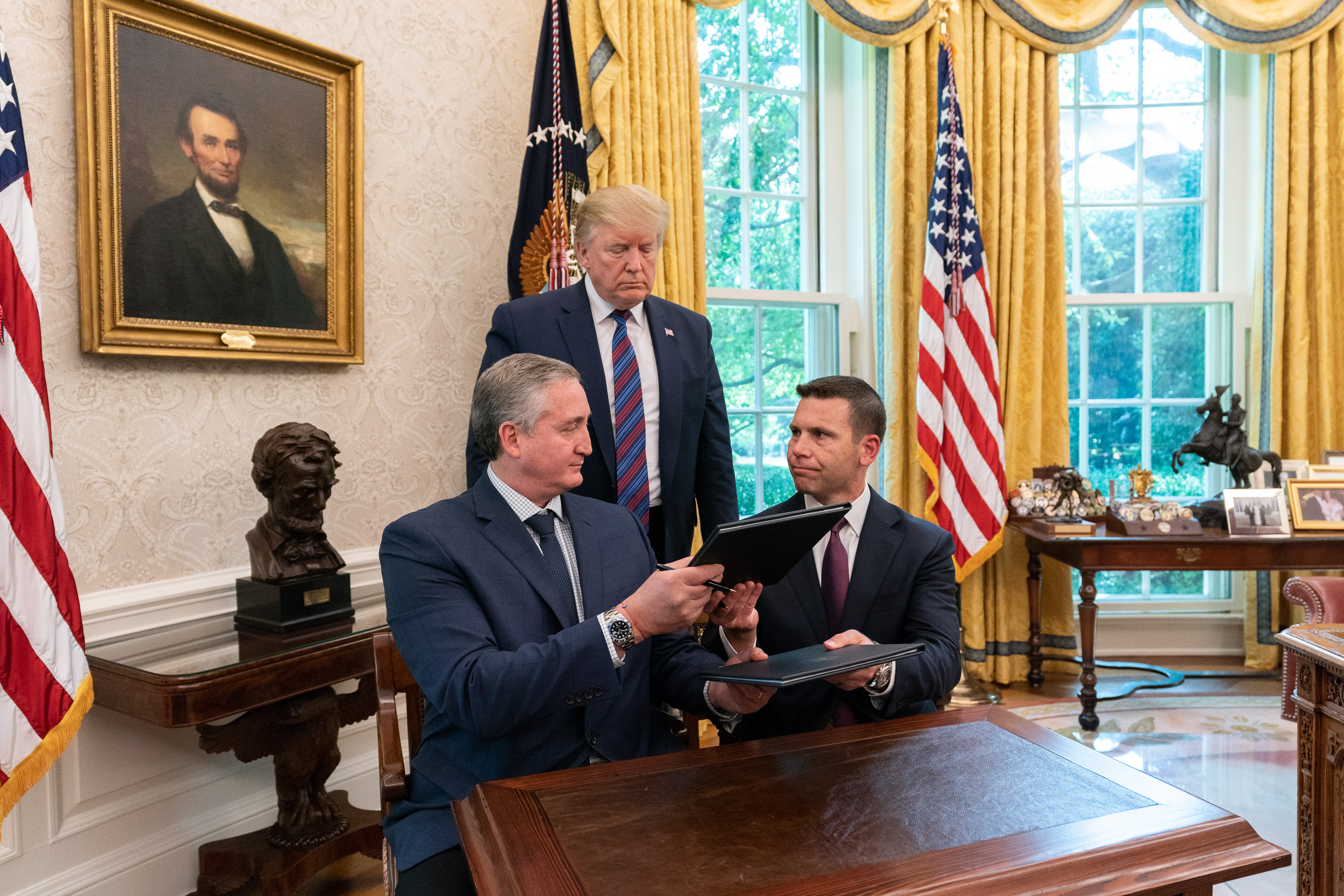
Degenhart junto al secretario de Seguridad Nacional de EE. UU. Kevin McAleenan y el presidente de EE. UU. Donald Trump en la firma del polémico acuerdo migratorio entre Guatemala y EE. UU.